# Ralph Mosca
Ralph "Ralphie Bones" Mosca, conocido como Funzie, fue caporegime de la familia Gambino en Queens / Bronx. La banda de Mosca se dedicaba al crimen organizado, específicamente a través de la Hermandad Unida de Carpinteros y Ebanistas de Estados Unidos y la International Longshore and Warehouse Union, préstamos y apuestas,  fue responsable recibir tributos de gánsteres greco-estadounidenses que operaban en el Astoria.
El encargado de recolectar el dinero sucio para la Unión de Carpinteros fueron su hijo Peter y un soldado que fue incluido en la familia en 1977, la misma noche en la que fueron incluidos el futuro jefe John Gotti, y su socio Dominick LoFaro,  llevaba un cable en las reuniones con Mosca, el soldado Carmine Fiore y  el socio de la familia Genovese,   Attilio Bitondo. Él es hermano del mafioso Louis Mosca nacido en 1946.
El 20 de septiembre de 1991, Mosca fue procesado por operar un negocio masivo de apuestas en Manhattan, Brooklyn, Queens, el Bronx, New Jersey y el norte de Nueva York desde 1980.